# Stefano Pignatelli
Stefano Pignatelli (né le 21 novembre 1566 à Pérouse en Ombrie, et mort le 12 août 1623 à Rome) est un cardinal italien du XVIIe siècle.

## Biographie
Stefano Pignatelli fait partie de la cour du cardinal Scipione Caffarelli-Borghese à Rome, dont il est un ami intime, et est pronotaire apostolique. Le pape Paul V le crée cardinal lors du consistoire du 11 janvier 1621. Le cardinal Pignatelli participe au conclave de 1621, lors duquel le pape Grégoire XV est élu et à celui de 1623 (élection d'Urbain III).